# Joan Trias i Fàbregas
Joan Trias i Fàbregas (Sabadell, Vallès Occidental, 1883-1955) va ser un poeta i comediògraf català.